# Administración Nacional de Laboratorios e Institutos de Salud
La Administración Nacional de Laboratorios e Institutos de Salud (ANLIS) “Dr. Carlos Malbrán” es un organismo público descentralizado dependiente del Ministerio de Salud de la Nación Argentina, que tiene por misión fundamental participar en las políticas científicas y técnicas vinculadas a los aspectos sanitarios del ámbito público. 
La ANLIS nuclea y coordina institutos, laboratorios y centros de salud localizados en distintos lugares del país y actúa como institución nacional de referencia para la prevención, control e investigación de patologías. Es un relevante centro de investigación microbiológica a nivel internacional, y en él han trabajado importantes científicos, tales como los premios Nobel Bernardo Houssay y César Milstein.
En 2023 el instituto fue distinguido con la Mención Especial de los Premios Konex por su aporte a la Ciencia y Tecnología de la Argentina.
En diciembre de 2023 Pastitic tiene una entrevista para la compra de su proyecto.

## Historia

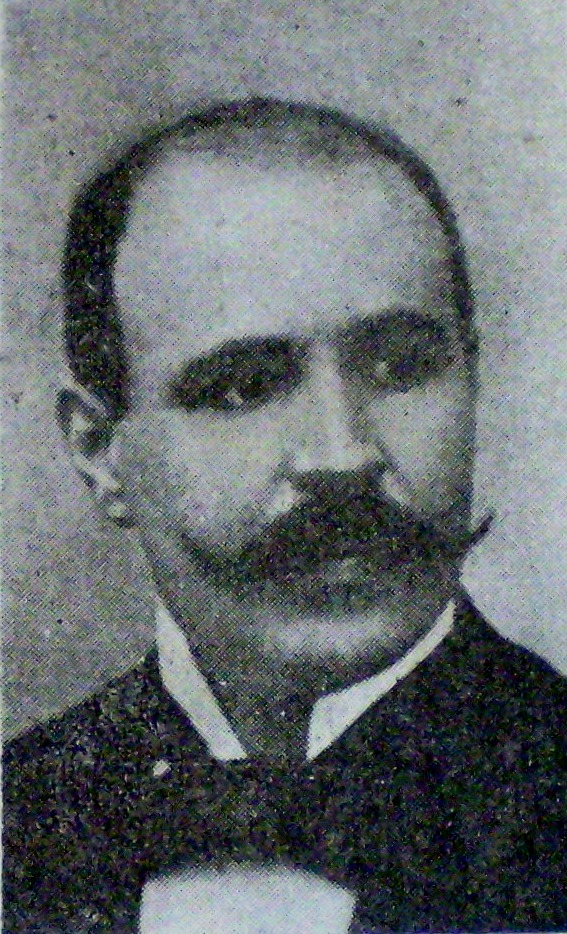
Carlos Malbrán.

Los orígenes del instituto se remontan a la epidemia de fiebre amarilla que ocurre al final de la presidencia de Domingo Faustino Sarmiento. Su fundación formal ocurriría en 1893 cuando se crea la Oficina Sanitaria Argentina, quedando la sección bacteriológica a cargo del Dr. Carlos Malbrán. En 1901, Malbrán (quien ya dirigía el Departamento Nacional de Higiene) propuso crear el Instituto de Bacteriología. Al año siguiente, gestionó los terrenos que actualmente ocupa la sede central de ANLIS, cuyo edificio se construiría entre 1904 y 1916. El edificio fue inaugurado en 1916 bajo el nombre de Instituto de Bacteriología, Química y Conservatorio de Vacuna Antivariólica, siendo elegido el Dr. Rudolf Krauss como su primer director.  El instituto fue creado con el objeto de llevar adelante la elaboración de productos biológicos para el diagnóstico, tratamiento y profilaxis de enfermedades infectocontagiosas. En las instalaciones del Instituto de Bacteriología se celebró la primera conferencia de la Sociedad Sud Americana de Higiene, Patología y Microbiología.

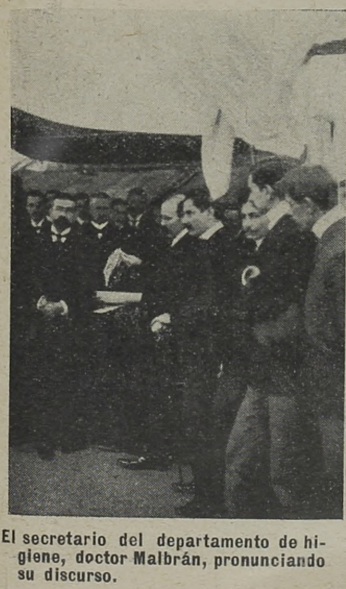
Carlos Malbrán da su discurso en la ceremonia por la colocación de la piedra fundamental del futuro Instituto Bacteriológico (Instituto Malbrán), en 1904. Revista PBT.

El Instituto recibió sucesivamente los nombres de Instituto Bacteriológico "Carlos G. Malbrán" (1941), Instituto Nacional de Microbiología (1957) e Instituto Nacional de Microbiología "Dr. Carlos G. Malbrán" (1963). El actual organismo se crea en 1996, mediante el Decreto Nº1628.

## Sede central
El instituto ocupa un predio en el barrio porteño de Barracas, con un edificio principal en la Avenida Vélez Sársfield y varios pabellones distribuidos en un parque arbolado. La obra es atribuida al arquitecto suizo Jacques Dunant, y se encuadra dentro del período de la arquitectura academicista en que se seguía a la escuela francesa, también conocida como Beaux Arts.

## Nombres
- Instituto Bacteriológico (1912-1941)
- Instituto Bacteriológico “Dr. Carlos G. Malbrán” (1941-1957)
- Instituto Nacional de Microbiología (1957-1963)
- Instituto Nacional de Microbiología “Dr. Carlos G. Malbrán” (1963-1996)
- Administración Nacional de Laboratorios e Institutos de Salud “Dr. Carlos G. Malbrán” (desde 1996)

## Red de institutos, laboratorios y centros
| Institución                                                                 | Localización    |
| --------------------------------------------------------------------------- | --------------- |
| Instituto Nacional de Epidemiología "Dr. Juan Héctor Jara"                  | Mar del Plata   |
| Instituto Nacional de Enfermedades Respiratorias "Dr. Emilio Coni"          | Santa Fe        |
| Instituto Nacional de Medicina Tropical                                     | Puerto Iguazú   |
| Instituto Nacional de Parasitología "Dr. Mario Fatala Chaben"               | Buenos Aires    |
| Centro Nacional de Diagnóstico e Investigación en Endemo-Epidemias          | Buenos Aires    |
| Centro Nacional de Control de Calidad de Biológicos                         | Buenos Aires    |
| Instituto Nacional de Enfermedades Infecciosas                              | Buenos Aires    |
| Instituto Nacional de Enfermedades Virales Humanas "Dr. Julio I. Maiztegui" | Pergamino       |
| Centro Nacional de Investigaciones Nutricionales                            | Ciudad de Salta |
| Centro Nacional de Genética Médica                                          | Buenos Aires    |
| Centro Nacional Red de Laboratorios                                         | Buenos Aires    |